# Angels and Airwaves
Pour les articles homonymes, voir AVA.
Angels and Airwaves, stylisé Angels & Airwaves et abrégé en AVA, est un groupe américain de rock alternatif, originaire de San Diego, en Californie. Formé en 2005, le groupe comprend Tom DeLonge (chant, guitare, claviers, basse), David Kennedy (guitare, claviers), Ilan Rubin (batterie, clavier, basse, chœurs) et Matt Rubano (basse, synthétiseur, chœurs).
Le groupe se forme après la mise en pause de Blink-182 en 2005. Ils continuent d'enregistrer de tourner malgré le retour de DeLonge au sein de Blink-182 en 2009 ; cependant, DeLonge quittera Blink en 2015, et se consacrera pleinement à Angels and Airwaves. Le groupe compte 6 albums studio : We Don't Need to Whisper (2006), I-Empire (2007), Love (2010), Love: Part II (2011), The Dream Walker (2014) et Lifeforms (2021). Le projet résulte aussi en un film intitulé Start the Machine (2008). En 2011, en parallèle aux deux albums Love, le groupe produit un film drama de science fiction, Love réalisé par William Eubank et diffusé dans 460 salles de cinéma pendant leur tournée Love Live. Le groupe publie un court-métrage d'animation intitulé Poet Anderson: The Dream Walker, et un cinquième album, The Dream Walker, le 9 décembre.
Un autre film, intitulé Stranger Times, est prévu après la sortie de l'album Lifeforms, en 2021.
Si le groupe, dès les premiers clips-vidéos, souhaite se tourner vers des images plus futuristes, affirmant ainsi leur identité musicale, des clips beaucoup plus classiques sont tournés, notamment Everything's Magic. Parallèlement, le groupe tourne des courts-métrages, sans doute pour appuyer leur volonté de diffuser leurs visions du monde et de la société. Si les images récurrentes de guerre peuvent renvoyer à la dénonciation de la violence, Tom Delonge affirme également qu'elles représentent le combat que nous menons chacun à l'intérieur de notre propre personne.

## Historique

### Débuts,We Don't Need to Whisper(2005–2006)

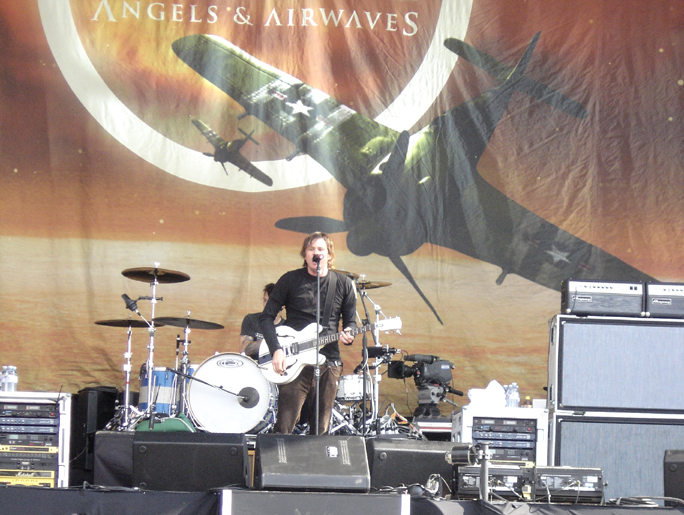
Angels and Airwaves à Hyde Park en juin 2006.

Angels and Airwaves est formé en 2005 par Tom DeLonge, ex-chanteur et guitariste du groupe Blink-182. Les autres membres initiaux sont David Kennedy, ancien guitariste de Hazen Street et de Box Car Racer, Atom Willard, ancien batteur de Rocket from the Crypt et de The Offspring, et Ryan Sinn, ancien bassiste de The Distillers. L'abréviation AVA correspond au nom de la fille de Tom DeLonge.
La quasi-totalité de l'album, dont essentiellement le chant, les lignes de guitare et de basse ainsi que les différents effets, est enregistré au domicile de Tom DeLonge, et notamment dans la chambre d'ami. La batterie, quant à elle, est enregistrée dans le studio du groupe Foo Fighters[source insuffisante]. La volonté de faire quelque chose de différent passe également par la construction et l'enregistrement de l'album ; les idées générales de base partent du leader, Tom DeLonge, et le groupe part de cela pour travailler. DeLonge souhaite produire lui-même cet album, et après quelques hésitations, il continua sur cette volonté, tout en intégrant Critter comme ingénieur son, qui est d'ailleurs considéré comme le cinquième membre du groupe[source insuffisante], et continue toujours à travailler avec le quatuor. Tom DeLonge annonce que We Don't Need to Whisper « était comme une renaissance de moi-même », qui lui permet notamment de surmonter la rupture avec Blink-182 après 13 ans de formation, mais également ses différents problèmes de santé (alcool, vertèbres cassés).
Après la sortie de leur premier album en 2006, We Don't Need to Whisper, Ryan Sinn quitte le groupe à la suite de quelques désaccords avec le reste du groupe, notamment sur sa volonté d'intégrer ses différentes influences musicales. Il est alors remplacé par l'ancien bassiste de Thirty Seconds to Mars, Matt Wachter. Alors que les membres du groupe, lors de l'enregistrement de l'album, s'échangeaient les différents morceaux par courriel, une personne arriva à pénétrer dans la boite mail de Tom Delonge, récupéra les morceaux et choisit de diffuser le titre The Adventure. KROQ s'empara du morceau et commença à le diffuser, ainsi que différentes radios. Le premier single fut choisi, on peut dire, par défaut ; Atom Willard affirma lui-même qu'ils ne souhaitent pas choisir ce morceau comme single, et pourtant ce titre est devenu la chanson phare et identitaire du projet Angels and Airwaves.

### I-Empire(2007–2009)
Le deuxième album est publié le 6 novembre 2007. Intitulé I-Empire, il contient douze nouvelles chansons ou presque puisque les chansons Star of Bethlehem et True Love sont en fait Star of Bethlehem, une chanson déjà connue des fans et qui a été scindée en deux parties. On remarquera dans ce nouvel album des chansons plus rythmées, comme le single Everything's Magic, ou encore Secret Crowds. Mais les fans du premier album retrouveront le style relativement lent du groupe sur des titres comme Breathe et Lifeline. La chanson Rite of Spring est un morceau proprement autobiographique du chanteur Tom DeLonge, dans laquelle il s'exprime notamment sur la fin de Blink-182 : « Si j'avais l'occasion pour un nouvel essai, je n'y changerai rien. » L'outro de Heaven, dernière chanson de l'album, n'est pas sans rappeler Valkyrie Missile, titre qui avait ouvert We Don't Need To Whisper. Le groupe affirma la volonté de lier les deux albums, de les associer pour assurer une certaine logique dans l'évolution et les nouvelles compositions. Jumping Rooftops sert d'intermède.

### Loveet arrivée de Ilan Rubin (2010–2013)

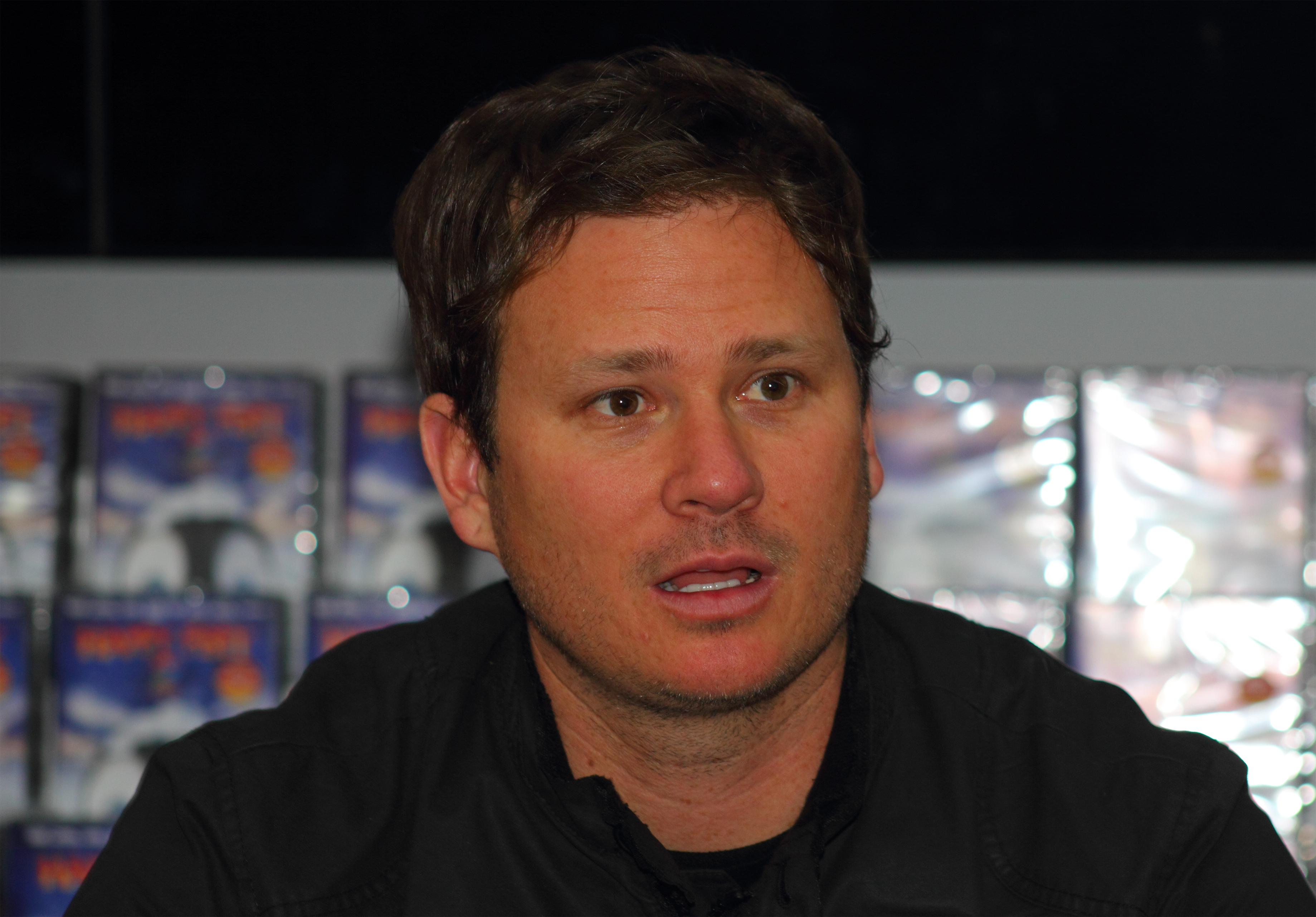
Tom DeLonge en 2012.

Le 14 février 2010, le groupe sort un nouvel album intitulé Love. Disponible dans un premier temps uniquement sur Internet en téléchargement gratuit, Love est constitué de onze chansons et d'une chanson remix pour les donateurs sur le site des Angels and Airwaves, réalisée par le bassiste de Blink-182, Mark Hoppus. Cet album est plutôt différent des albums précédents d'AvA. Il est plus rythmé, comme dans la chanson Epic Holiday.
Le 4 octobre 2011, le groupe annonce sur son site officiel le départ du batteur Atom Willard d'un commun accord avec les autres membres. Deux semaines plus tard, Angels and Airwaves annonce l'arrivée d'Ilan Rubin, jeune batteur ayant auparavant joué dans des groupes tels que Lostprophets et Nine Inch Nails. Love est un film de science fiction réalisé par William Eubank, sorti en 2011 avec Gunner Wright pour rôle principal. « Tout commence pendant la Guerre Civile et continue à travers le temps et l’espace. Il y a plusieurs fils conducteurs. Le principal suit un homme qui à la suite d'un envoi dans une Station Spatiale Internationale, s’y retrouve abandonné et il ne sait pas pourquoi. Et pendant ces années coincé là-haut, il observe la Terre se détruire, devenant la dernière personne vivante. Puis une décennie plus tard, alors qu’il se réveille, quelque chose dehors en provenant de la terre est mise en orbite autour du SSI. Le 20 octobre 2011, le groupe annonce l'arrivée d'Ilan Rubin (Lostprophets, Nine Inch Nails) à la batterie. Le quatrième album du groupe sort le 1er novembre 2011. Intitulé Love: Part II, il est publié en coffret avec Love: Part One, enfin disponible sur support physique. Le même mois, Angels and Airwaves met en vente sur le site officiel du groupe trois éditions deluxe : Black Edition qui comprend le double album avec le film, le poster et la Novel Graphic du film ; Gold Edition : comprenant le double album avec le film, le poster, la Novel Graphic du film et un tee-shirt ; Platinium Edition : comprenant le double album avec le film, le poster, la Novel Graphic du film, le tee-shirt, ainsi qu'une guitare Epiphone Tom Delonge, personnalisée et signée par le groupe, pack limité à 25 exemplaires. Matt Wachter et David Kennedy gèrent pratiquement seuls l'avancée de cette seconde partie de Love du fait que Tom DeLonge effectuait une tournée avec Blink-182, qui s'était reformé en 2009. Atom Willard aurait déjà pris ses distances avec le groupe[réf. nécessaire].
En mars 2012, Angels and Airwaves est confirmé pour les Reading & Leeds Festivals en août 2012. Le groupe joue aussi un concert à Weenie Roast le 5 mai 2012. Le 9 novembre 2012, le groupe annonce qu'il travaille sur un EP intitulé Stomping the Phantom Brake Pedal. Le premier single nommé Diary sort le 28 octobre 2012 et le clip vidéo le 7 novembre. L'EP sort le 18 décembre 2012. Le groupe travaille ensuite sur un nouveau film appelé Poet Anderson avec un album associé, nommé Poet Anderson: The Dream Walker, qui devrait voir le jour en 2014.

### The Dream Walker(2014-2017)
En début octobre 2012, une chanson intitulée Paralyzed fuit sur YouTube, Tom DeLonge les supprime alors pour finalement la publier le 5 octobre 2014. Il annonce par la même occasion que cette chanson n'est pas le premier single du prochain album dont le titre est raccourci, il s'intitulera The Dream Walker. L'album sort le 9 décembre 2014.
Le 24 juin 2014, Tom Delonge annonce sur son compte Instagram que le bassiste Matt Wachter a décidé de quitter le groupe pour se consacrer à sa famille. Le 8 juillet 2014, le groupe annonce l'arrivée du bassiste Eddie Breckenridge (ex-Thrice).
Le 28 janvier 2015, le clip de Tunnels est publié et comprend des scènes issues du film d'animation, Poet Anderson: The Dream Walker, de DeLonge. Le clip fait aussi participer David Kennedy, Eddie Breckenridge, DeLonge et Rubin. La vidéo est terminée en juillet 2014, mais est diffusé plus tard, menant ainsi à des rumeurs selon lesquelles Kennedy et Breckenridge auraient quitté le groupe. Après son départ de blink-182 en janvier 2015, Tom Delonge explique, en mars 2015, que le groupe sortira deux nouveaux albums cette année ainsi que le film Strange Times prévu pour Noël 2015,.
Le groupe sort un EP du nom de Chasing Shadows le 5 avril 2016 qui est accompagné du livre Sekret Machine. Le 4 mai 2016, le groupe publie un album de 26 titres, The Dream Walker Demos, sur le site web de To the Stars. Le 3 février 2017, DeLonge annonce la réalisation d'un film, Strange Times, qui s'inspirera de l'album homonyme. La production du film est prévue pour la fin 2017. DeLonge poste quelques mois plus tard que la sortie de nouvelles chansons s'effectuera.
Le 8 juin 2017, Tom DeLonge poste via son compte Instagram, un extrait de The Adventure en version acoustique, et un autre extrait de Valkyrie Missile le 11 juillet. Le 29 juillet, Tom DeLonge annonce via son compte Instagram qu'un nouvel album est en préparation. Le 20 août 2017, le groupe sort alors We Don't Need to Whisper Acoustic incluant 4 chansons du premier album en version acoustique.

### Lifeforms(depuis 2018)
Le 19 avril 2018, Tom DeLonge a révélé que David Kennedy et Matt Wachter avaient de nouveau rejoint le groupe après l'avoir quitté 4 ans auparavant et qu'ils figureront sur le prochain album, malgré l'absence de Matt Wachter sur les annonces promotionnelles. Le 26 avril 2019, le groupe tease via son compte Instagram un très court extrait de musique avec la légende 04_30.
Le 30 avril 2019, le groupe annonce leur retour pour une tournée américaine de septembre à octobre 2019, alors que cela fait 7 ans que le groupe ne s'est pas produit sur scène, ainsi qu'un nouveau single, Rebel Girl, qui figurera sur le prochain album. Sur cette nouvelle chanson, Matt Wachter est crédité pour avoir enregistré la basse. Il a cependant été confirmé par Aaron Rubin, l'un des producteurs du groupe, que Matt Wachter n'est impliqué dans aucune nouvelle chanson du groupe, que son nom a été mis automatiquement dans le générique de Rebel Girl et que la basse a été enregistrée par le batteur Ilan Rubin.
Le groupe a annoncé par la suite que le bassiste Matt Rubano les rejoindra en tant que membre de tournée pour la tournée américaine.
Le 20 août 2019, le groupe sort le clip vidéo de Rebel Girl. On peut y voir les 3 membres du groupe ainsi que Matt Rubano comme nouveau bassiste et qui confirme donc sa participation à la tournée américaine début septembre. A ce jour, le groupe n'a toujours pas indiqué s'il est un membre officiel ou non.
Le 29 août 2019, une nouvelle chanson, Kiss & Tell, qui devrait figurer sur le nouvel album, est dévoilée. Le 4 novembre 2019, le clip vidéo de Kiss & Tell est dévoilé. Comme pour Rebel Girl, on y voit les 3 membres du groupe et le bassiste de tournée Matt Rubano.
Le 16 avril 2020, un troisième titre, All That's Left Is Love, est dévoilée. Cette chanson est également une réponse à la Pandémie de Covid-19 qui sévit alors dans le monde entier. Le chanteur Tom Delonge a révélé que tous les bénéfices générés par la chanson seraient reversés au fonds de secours COVID-19 de Feeding America. Le morceau ne fera donc pas partie du futur album.
Le 5 août 2020, Tom Delonge poste sur son compte Instagram des publications montrant le bassiste Matt Rubano, jusqu'à présent membre de tournée, enregistrer des parties basses en studio pour le nouvel album du groupe. Cela pourrait supposer que Matt Rubano est officiellement un membre du groupe.
Le 23 octobre 2020, le DJ américain Illenium publie une chanson intitulée Paper Thin, composée en collaboration avec le groupe, dans laquelle Tom Delonge assure le chant.
Le 19 mai 2021, le groupe sort une nouvelle chanson baptisée Euphoria ainsi que son clip vidéo.
Le 15 juin 2021, le groupe annonce que son sixième album studio s'appellerait Lifeforms et devrait sortir le 24 septembre 2021 via le label Rise Records. Le groupe dévoile également une nouvelle chanson intitulée Restless Souls et annoncé une tournée mondiale pour les États-Unis et l'Europe tout au long de 2021 et 2022.
Ils continuent de dévoiler leur nouvel album avec la parution du titre Losing My Mind et de son clip vidéo le 29 juillet 2021. Le 8 septembre 2021, un nouveau titre du nouvel album est dévoilé ainsi que son clip vidéo. Il s'agit de la chanson Spellbound.

## Style musical
Tom Delonge annonce qu'il souhaitait constituer un groupe engagé, tout comme l'est U2, mais il n'a pas affirmé qu'il voulait leur ressembler musicalement. La controverse autour du style est répandue, certains veulent affirmer que Angels and Airwaves, tout comme des groupes similaires tel Thirty Seconds to Mars, a « inventé » un genre de musique, mais beaucoup[Qui ?] s'accordent à dire qu'ils ne font que reprendre les caractéristiques du rock ambiant et atmosphérique, voir du psychédélisme et du rock progressif, et se démarquent par leur type de musique différent. Cela dit, dans les mêmes critiques[réf. nécessaire]. Si Angels and Airwaves se distingue de Blink 182, c'est par son approche musicale totalement opposée au punk rock américain classique; bien que beaucoup pensent que le groupe ne surpasse pas la scène américaine underground du rock atmosphérique qui reste dans l'ombre à cause de son indépendance et de son caractère ciblé.

## Membres

### Membres actuels
- Tom DeLonge - chant, guitare, claviers, synthétiseur (depuis 2005), basse (2014-2018)
- David Kennedy - guitare, claviers, synthétiseur (2005-2014, depuis 2018)
- Ilan Rubin - batterie, percussions, claviers, chœurs (depuis 2011), basse (2014-2018, depuis 2019), guitare (depuis 2014)
- Matt Rubano : Basse, synthétiseur, chœurs (depuis 2019)

### Anciens membres
- Ryan Sinn - basse (2005-2007)
- Atom Willard - batterie, percussions (2005-2011)
- Eddie Breckenridge - basse (2014)
- Matt Wachter - basse, synthétiseur, chœurs (2007-2014 ; 2018 - 2019)

## Discographie

### Apparitions et bande son
- La chanson The Gift est utilisée dans le premier épisode de Gossip Girl[réf. nécessaire].
- On peut voir une performance live du groupe dans l'épisode 10 de la saison 6 des Frères Scott[réf. nécessaire].
- M6 utilise beaucoup de titres d'Angels & Airwaves dans la diffusion de ses émissions (D&CO, Belle toute nue, Top Chef)[réf. nécessaire].